# Beringarra Pool
Der Beringarra Pool ist ein See im Westen des australischen Bundesstaates Western Australia. 
Der See liegt im Verlauf des Murchison River nördlich der Siedlung Beringarra.